# Szobekhotep
A Szobekhotep („Szobek elégedett”) egy ókori egyiptomi név.
Híres viselői:
Fáraók
- I. Szobekhotep fáraó (XIII. dinasztia)[1]
- II. Szobekhotep fáraó (XIII. dinasztia)[1]
- III. Szobekhotep fáraó (XIII. dinasztia)[1]
- IV. Szobekhotep fáraó (XIII. dinasztia)[1]
- V. Szobekhotep fáraó (XIII. dinasztia)[1]
- VI. Szobekhotep fáraó (XIII. dinasztia)[1]
- VII. Szobekhotep fáraó (XIII. dinasztia)[1]
- VIII. Szobekhotep fáraó (XVI. dinasztia)[2]

Hercegek és királyi családtagok
- Szobekhotep; III. Szobekhotep fáraó fivérének, Szonebnek a fia, apja egy sztéléjén említik (XIII. dinasztia)[3]
- Szobekhotep; Nubhaesz királyné nagyapja, Nubhaesz egy sztéléjén említik (XIII. dinasztia)[3]
- Szobekhotep Miu herceg, IV. Szobekhotep fia, apja egy sztéléjén említik (XIII. dinasztia)[3]
- Szobekhotep Dzsadzsa herceg, IV. Szobekhotep fia, apja egy sztéléjén említik (XIII. dinasztia)[3]
- Szobekhotep, Szihathornak, I. Noferhotep és IV. Szobekhotep fivérének fia. (XIII. dinasztia)[3]
- Szobekhotep herceg, VII. Szobekhotep fia, apja egy karnaki szobrocskáján említik (XIII. dinasztia)[3]
- Szobekhotep herceg, családi kapcsolatai ismeretlenek, a XIII. dinasztia második felére datálható. Egy pecsétről ismert, ami nővérét, Reniszenebet is említi.[4]
- Szobekhotep, Dzsehuti fáraó feleségének, Montuhotepnek az anyja (XVI. dinasztia)[5]
- Szobekhotep herceg, talán I. Dudimosze fia (XVI. dinasztia)[5]

Hivatalnokok
- Szobekhotep, kincstárnok I. Szenuszert alatt (XII. dinasztia)
- Szobekhotep, a Fajjúm oázis polgármestere II. Amenhotep alatt (XVIII. dinasztia)
- Szobekhotep, kincstárnok IV. Thotmesz alatt; talán előző veje (XVIII. dinasztia)